# 37432 Piszkéstető
37432 Piszkéstető è un asteroide della fascia principale. Scoperto nel 2002, presenta un'orbita caratterizzata da un semiasse maggiore pari a 2,3799464 UA e da un'eccentricità di 0,1694093, inclinata di 5,46621° rispetto all'eclittica.
L'asteroide prende il nome dal Monte Piszkéstető dove è situato l'Osservatorio astronomico di Piszkéstető da dove è stato scoperto l'asteroide.